# Шамар Кхедруб Дракпа Сенге
От Първия Шамар Ринпоче Кхедруб Дракпа Сенге (1283 – 1349) води началото си хронологически втората линия на съзнателно прераждащи се и разпознавани лами в Тибет, духовни регенти отговорни за развитието на линията Карма Кагю. Шамарпа е основния ученик на Третия Кармапа Рангджунг Дордже и потвърждава предсказанието на Карма Пакши, който казва: „В бъдеще Кармапите ще се проявяват в две Нирманакая форми“. Като знак за това, че това са две проявления на един и същ просветлен ум е червената корона, даваща името на титлата на Шамарпите. Тя е точна реплика на черната корона на Кармапа. Казва се, че освен основния си учител необичайно даровитото момче се учи от над 50 изтъкнати лами на своето време и е проникновен познавач на всички аспекти на учението и практиката. Последните години от живота си прекарва в медитационно уединение.